# Санта-Марія-дель-Аніма

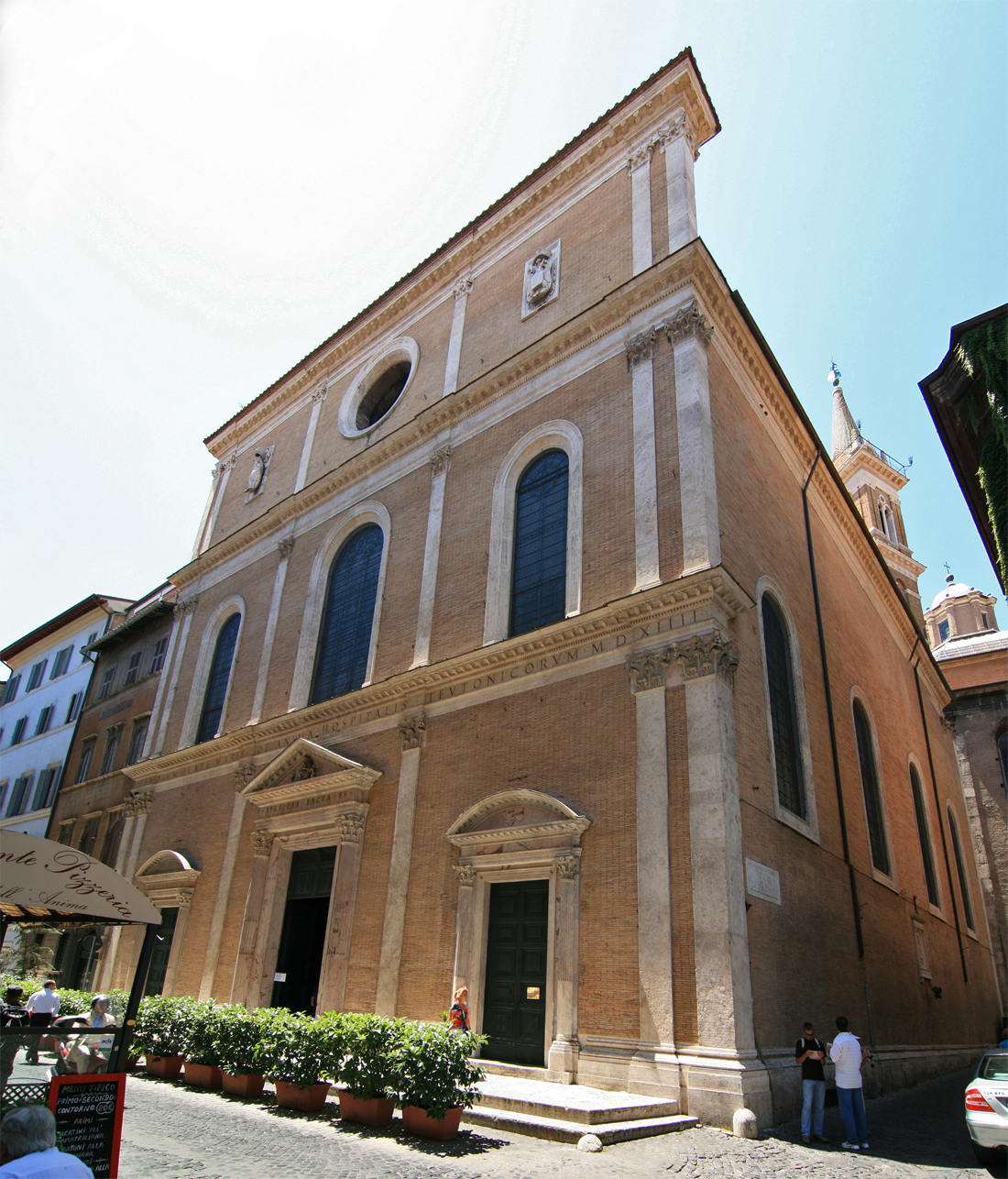
Фасад

Санта-Марія-дель-Аніма (лат. Sanctae Mariae de Anima) — церква німецькомовних католиків у Римі. У церкві похований папа Адріан VI. У будівлях церкви знаходиться коледж священиків та госпіс для прочан Collegio Teutonico di Santa Maria dell'Anima.

## Історія

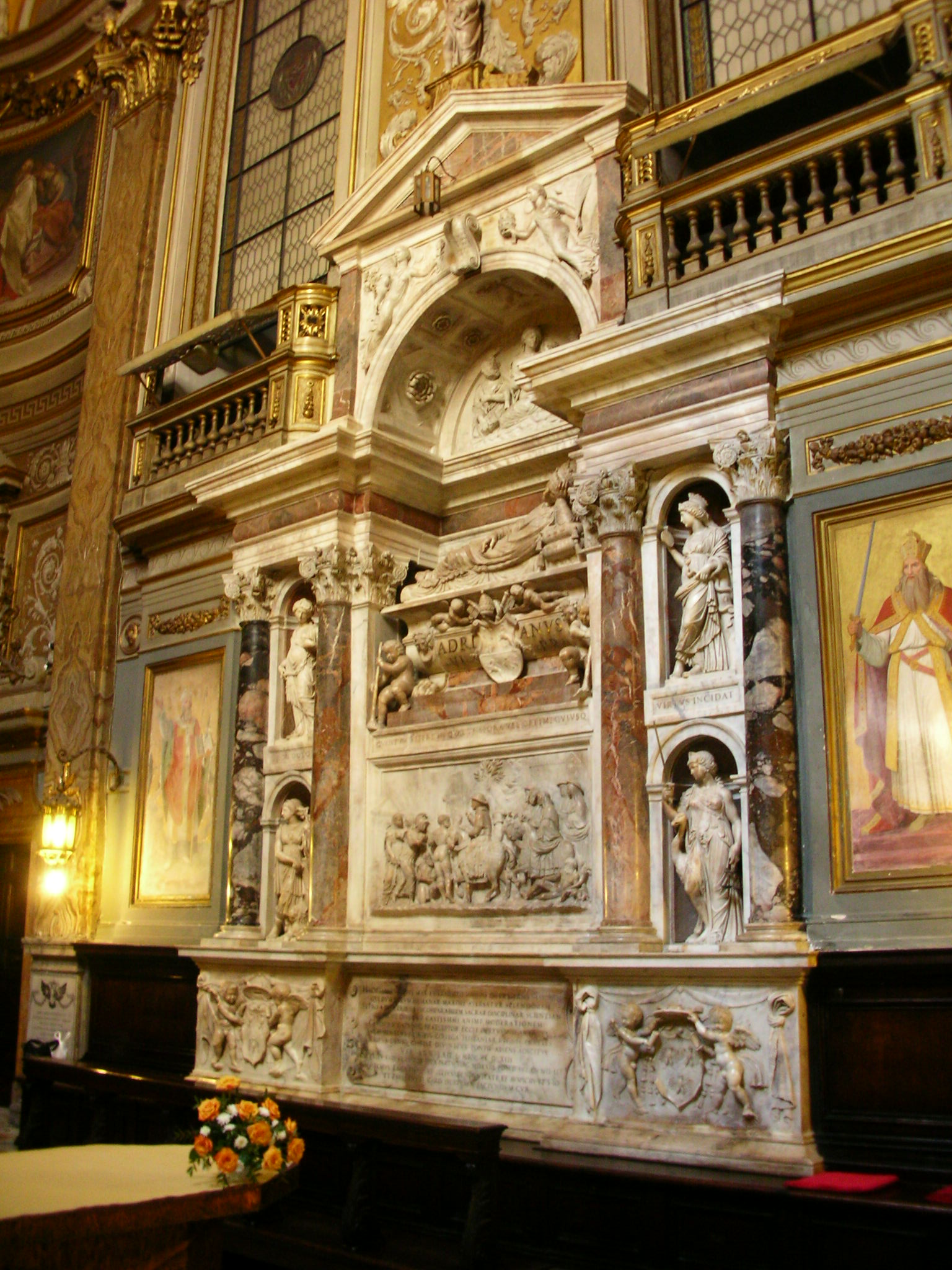
Могила Адріана VI

Церква заснована на приватні пожертви німецьких прочан для госпіса у Римі у 14 столітті. До госпіса було прибудовано церкву з 1431 по 1433 роками.
1499 році німецьким братством у Римі було вирішено побудувати нову церкву та у 1500 році закладено перший камінь. Близько 1523 будівноцтво завершили.
Церква стала місцем поховання багатьох відомих людей німецького походження. Тут також знаходиться поховання останнього папи із священної римської імперії Адріана VI з Утрехта.

## Архітектура
Церква побудована у стилі ренесансу. Являє собою майже квадратну будівлю з трьома навами без поперечок та хором, що закінчується напівколом. Бокові напівкруглі капелли досягають майже до стелі.
Інтер'єр церкви прикрашений фресками Джовані Франческо Ґрімальді, вівтар — Карло Сарацені, Джуліо Романо та скульптурами Франсуа Дюкенуа. Могила папи Адріана VI знаходиться з правої сторони хору, та створена Бальдазаре Перуцці.Скульпту́ри, що її прикрашають є у вигляді алегоричних фігур Правосуддя, Мудрості, Сміливості та Помірності створені Мікеланджело Сенезе.